# Paul Cuvelier
Paul Cuvelier (Lens, 22 november 1923 – Mont-sur-Marchienne, 5 juli 1978) was een Belgisch stripauteur. Hij is vooral bekend als auteur van de stripreeks Corentin.

## Loopbaan
Toen hij zeven jaar was, verscheen Cuveliers eerste publicatie, een tekening van Sinterklaas en zijn ezeltje, in de jeugd-krantbijlage Le Petit Vingtième. Veel later, in 1945, ontmoette Cuvelier Hergé en vanaf 1946 tekende hij Corentin voor het net gestartte weekblad Kuifje. Begin jaren zestig tekende hij de serie Dientje, een scenario van Greg.
Hierna wijdde Cuvelier zich enkele jaren volledig aan de schilderkunst, tot hij in 1968 Epoxy tekende op het debuutscenario van Jean Van Hamme.
De kunstenaar werd in 1974 bekroond met de Prix Saint-Michel voor de beste realistische tekening Het rijk van het zwarte water. Op 54-jarige leeftijd overleed hij na jaren van afnemende gezondheid. Sinds 1989 is Cuvelier een van de weinige Belgische strippioniers die deel uitmaakt van de permanente tentoonstelling in het Belgisch Stripcentrum in Brussel.

## Strips
- Corentin
- Zilveren Vlam
- Dientje
- Wapi
- Epoxy

## Varia
- Paul Cuvelier: Jonge Afrodites, boek van Philippe Goddin  met tekeningen van Cuvelier (uitgeverij Loempia, 1986).
- Corentin et les chemins du merveilleux (Cuvelier), boek van Philippe Goddin (uitgeverij Lombard, 1984).
- Erotische illustraties voor tijdschrift Privé in 1975.
- Voorbereidingen voor een tentoonstelling met als thema "Fillettes" ("kleine meisjes") vlak voor zijn overlijden.

## Prijzen
- 1974: Prix Saint-Michel